# 안주성 전투
안주성 전투(安州城戰鬪)는 정묘호란 와중인 1627년 1월 21일 청천강 남안 거점인 안주성에서 벌어진 전투이다.